# Sex Roles
Sex Roles est une revue scientifique d'évaluation par les pairs publiée par Springer. Les articles parus dans Sex Roles sont écrits à partir d'un point de vue féministe, et les sujets concernent la socialisation du rôle de genre, les perceptions et comportements de genre, les stéréotypes de genre, l'image du corps, la violence à l'égard des femmes, les questions de genre relatives à l'emploi et aux milieux de travail, l'orientation sexuelle et l'identité sexuelle, et les questions méthodologiques dans la recherche sur le genre. La rédactrice en cheffe est Janice Yoder.

## Indexation
Sex Roles est indexé dans :
- Abstracts in Anthropology
- Australian Domestic and Family Violence Clearinghouse
- Bibliosex
- Cabell's
- Cengage
- Criminal Justice Abstracts
- CSA/ProQuest
- Current Abstracts
- Current Contents/Social & Behavioral Sciences
- Dietrich's Index Philosophicus
- Educational Management Abstracts
- Educational Research Abstracts Online (ERA)
- Educational Technology Abstracts
- EMCare
- ERIH PLUS
- Expanded Academic
- Family & Society Studies Worldwide
- FRANCIS
- Gale
- Higher Education Abstracts
- Journal Citation Reports/Social Sciences Edition
- LGBT Life
- MathEDUC
- Multicultural Education Abstracts
- OCLC
- OmniFile
- PASCAL
- PsycINFO
- RILM Abstracts of Music Literature
- Scopus
- Social Science Citation Index
- Sociology of Education Abstracts
- Special Education Needs Abstracts
- Studies on Women & Gender Abstracts
- Technical Education & Training Abstracts
- TOC Premier

Selon le Journal Citation Reports, la revue avait en 2016 un facteur d'impact de 1.954, était 1re dans un classement de 41 revues dans la catégorie « Études sur les femmes » et 11e d'un classement de 62 revues dans la catégorie « Psychologie sociale ».